# Kistarcsa

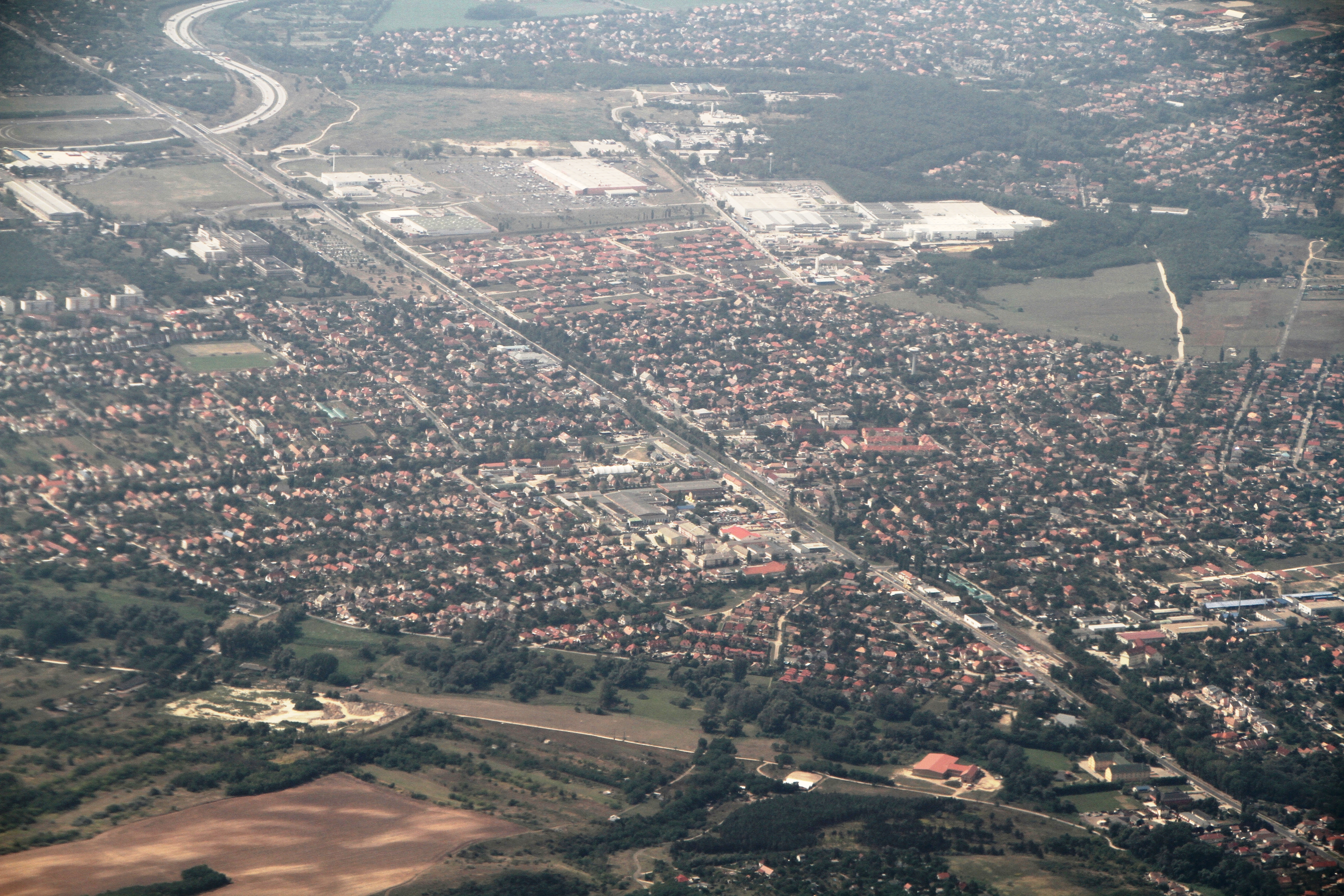
Luftaufnahme der Stadt

Kistarcsa ist eine ungarische Stadt im Kreis Gödöllő im Komitat Pest.

## Geografische Lage
Kistarcsa erstreckt sich über eine Fläche von 11,02 km². Die Stadt liegt an der nordöstlichen Stadtgrenze von Budapest, 17,5 km nordöstlich des Zentrums der ungarischen Hauptstadt und neuneinhalb Kilometer südwestlich der Kreisstadt Gödöllő.

## Geschichte
Die erste schriftliche Erwähnung erfolgte im Jahre 1352 als Tarcsa. Es ist aber anzunehmen, dass der Ort älter ist. Zu Beginn der türkischen Besetzung gab es noch keine Opfer unter der einheimischen Bevölkerung aber während des Langen Türkenkrieges (1593–1606) wurde der Ort entvölkert.
Nach der türkischen Besetzung und nach dem Ende des Kuruzenkrieges kamen deutschen und slawische Siedler in die Region. Auf Betreiben von Anton Graf Grassalkowich  wurden 1727 viele Tóthen aus den Komitaten Trentschin und Neutra angesiedelt, so dass die Zahl der Slawen die der Ungarn überstieg.
1882 wurde die Bahnlinie der HÉV vom Budapester Ostbahnhof nach Kerepes gebaut. Im Jahr 1911 wurde Strecke nach Gödöllő erweitert und elektrifiziert.
1880 begann  der Bau der heutigen katholischen Kirche. Als Baumaterial wurden unter anderem die Steine der Ruinen der Kirchen aus dem Mittelalter verwendet. Die Kirche gehörte zur Pfarrei Kerepes, 1913 wurde vom Vácer Bischof Károly Emmánuel de Csáky ein örtliche Pfarrvikar genehmigt.
1908 wurde eine  Maschinen- und Eisenbahnfabrik als Aktiengesellschaft gegründeten (Gép- és Vasútfelszerelési Gyár Részvénytársaság).
Während der Wirtschaftskrise ging die Fabrik in Konkurs und wurde 1928 verkauft. Einige Gebäude wurden abgerissen. Teile der Fabrikimmobilie gelangten in den 1930er Jahren in den Besitz des Innenministeriums, das hier ein Internierungslager einrichtete.
Nach der deutschen Besetzung im März 1944 wurde das Lager zum Sammellager für die Deportationen der ungarischen Juden nach Auschwitz.
Ab 1950 wurde das Lager von der ÁVH betrieben. Vom Anfang der 1960er bis zum Beginn der 1990er Jahre wurde das Anwesen als Polizeikaserne genutzt später diente es über viele Jahre als Flüchtlingslager.  Derzeit sind einige Gebäude im Besitz der kommunalen Selbstverwaltung, aber die meisten Gebäude des Komplexes sind ungenutzt.
Von 1979 bis 1994 waren Kistarcs und Kerepes unter dem Namen Kerepestarcsa eine Gemeinde. Kistarcsa hat seit dem 1. September 2005 Stadtrecht.

## Sehenswürdigkeiten
- Reformierte Kirche
- Römisch-katholische Kirche Rózsafüzér Királynője, erbaut 1880
- Statue von József Simándy
- Statue von Prinz Emmerich
- Grab von László Bódi

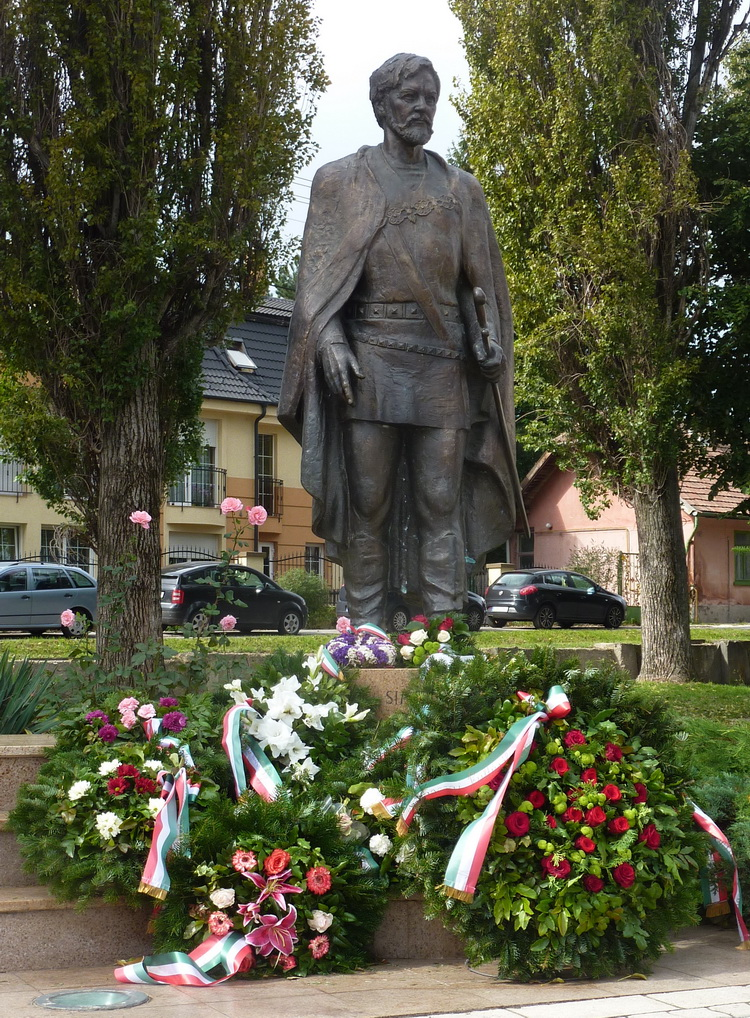
Standbild von Simándy
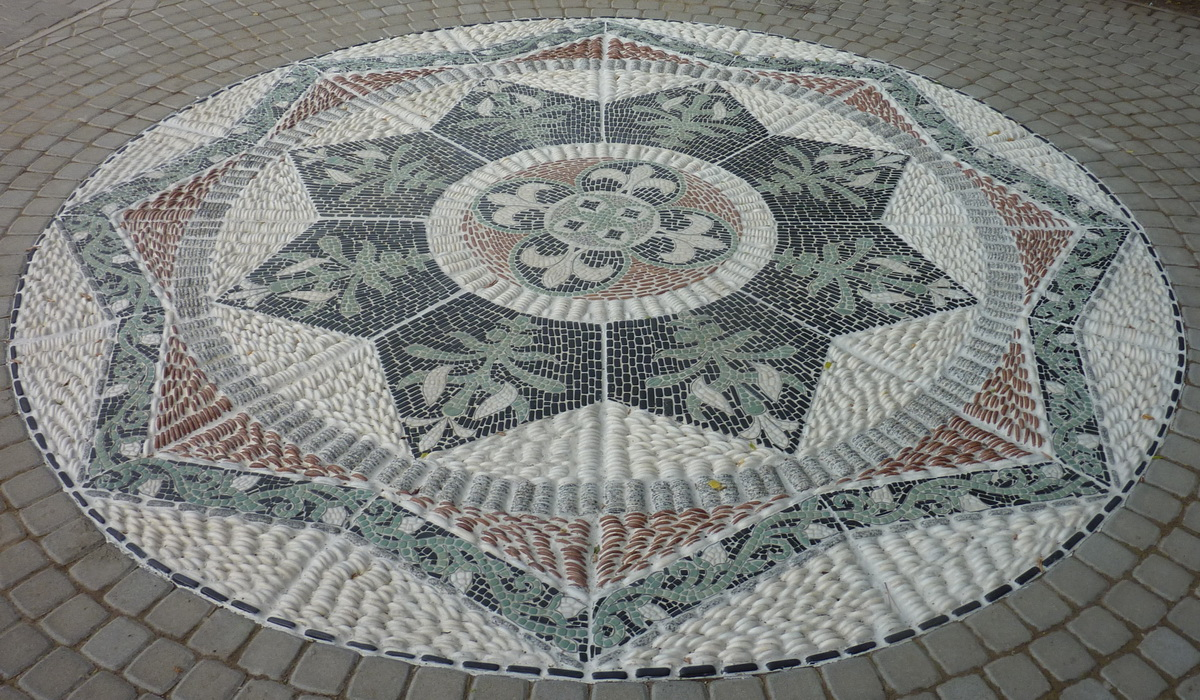
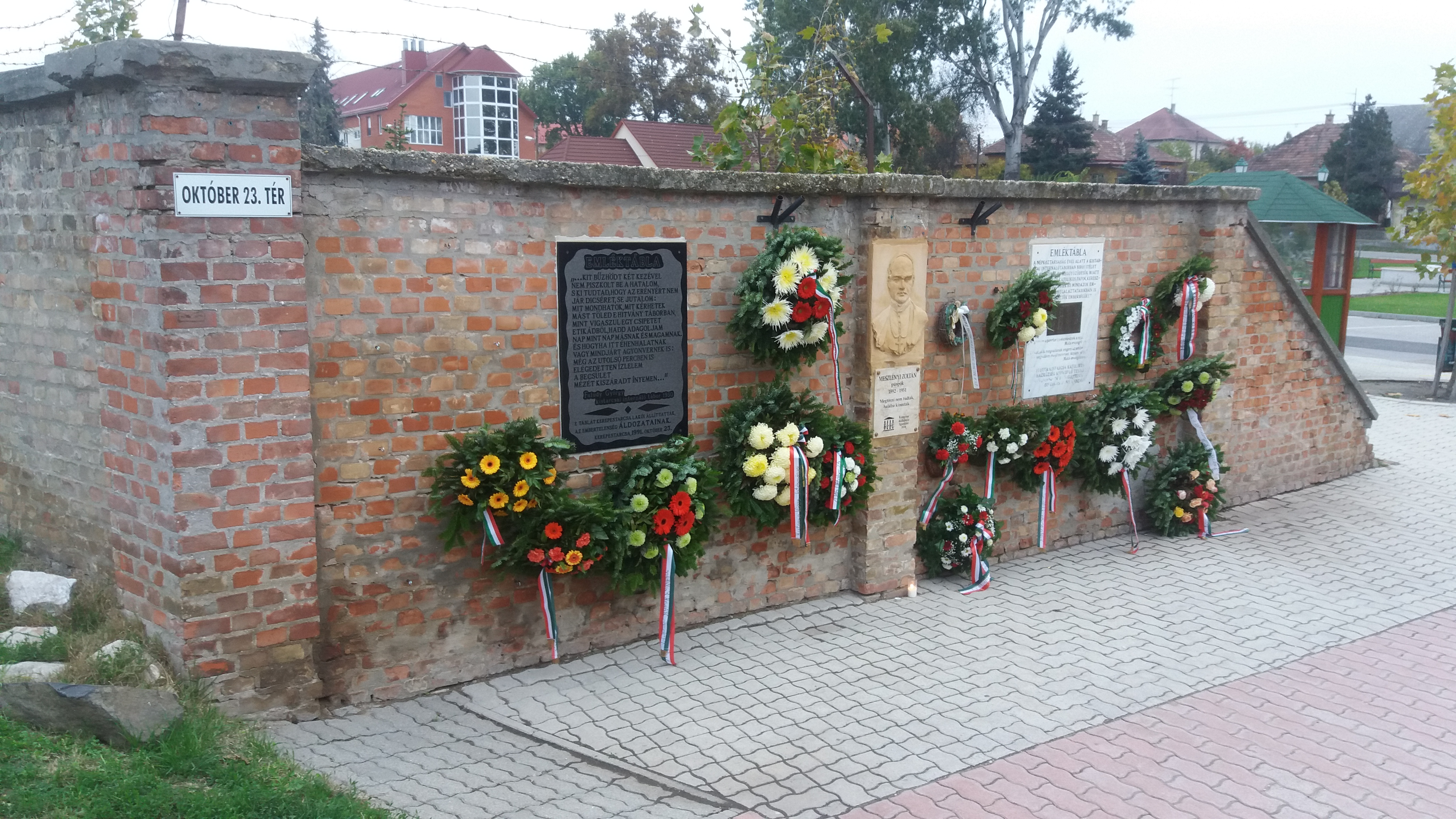
Gedenktafel am ehemaligen Internierungslager
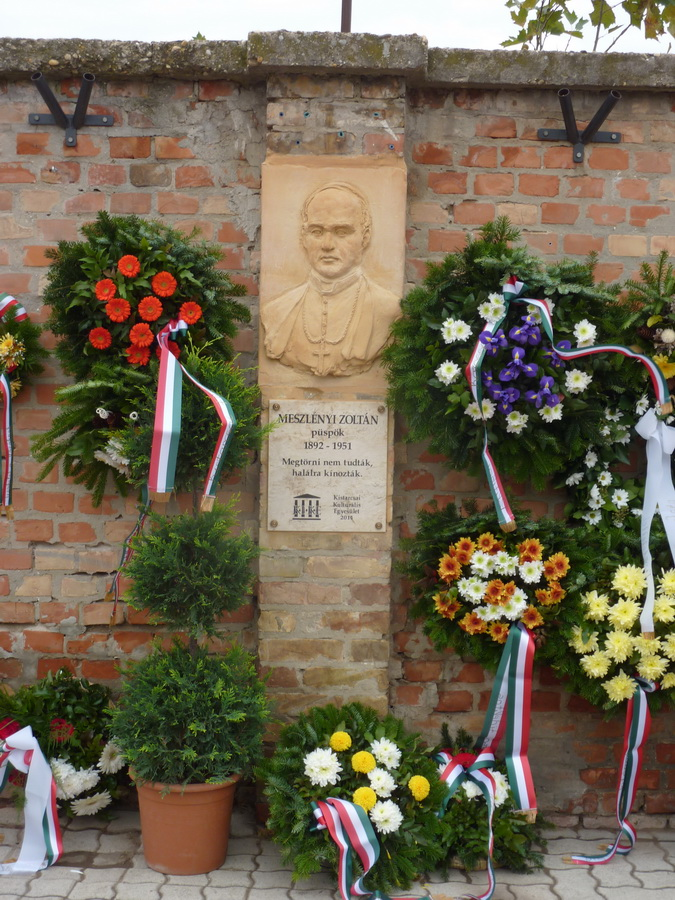
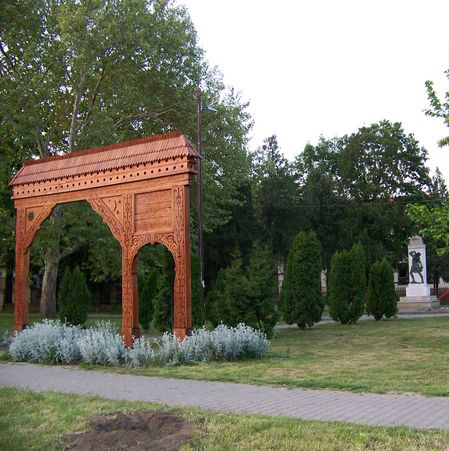
Székely-Tor am Rande des Heldenplatzes
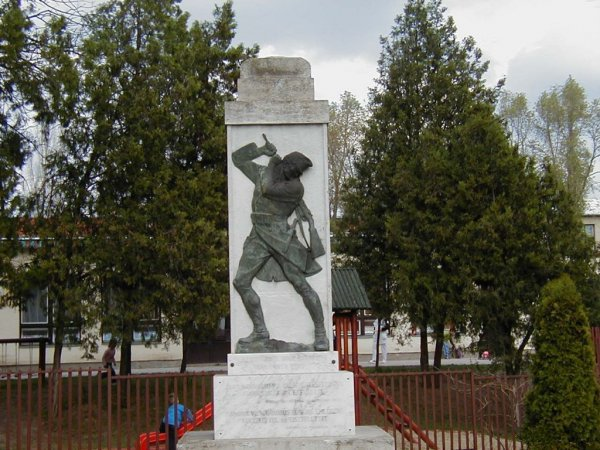
Heldendenkmal
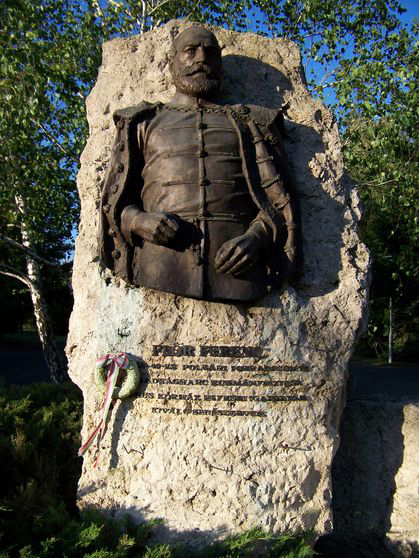
Büste von Ferenc Flór

## Verkehr
Der Ort hat die drei Haltestellen Kistarcsa (kórház / Krankenhaus), Kistarcsa und Zsófialiget der Linie 8 der HÉV. An der Südwestgrenze der Stadt liegt die Auffahrt 60 der Autobahn M0. Die Hauptstraße Nr. 3 führt durch den Ort.

## Söhne und Töchter der Stadt
- József Simándy (1916–1997), Opernsänger.
- Kristóf Palasics (* 2002), Handballspieler

## Städtepartnerschaften
Die Partnergemeinden sind:
- Beluša, Slowakei (2005)
- Turia, Rumänien (2006)
- Radomyśl nad Sanem, Polen (2013)
- Fantschykowo, Ukraine (2015)
- Milovice, Tschechien (2019)